# 새로운선택
새로운선택(새로운選擇)은 2023년에 더불어민주당을 탈당한 금태섭 전 의원을 중심으로 창당된 대한민국의 정당이다. 2024년 2월 개혁신당과의 합당을 선언하여 대한민국 제22대 국회의원 선거에서 새로운선택 출신 후보자는 개혁신당 당적으로 출마하였으며, 총선이 끝난 후에 정식으로 합당 절차가 완료되었다.